# Fort Zoutman
Fort Zoutman is een voormalig Nederlands fort en huidig museum in Oranjestad. Het is in 1798 gebouwd aan de Paardenbaai en daarmee het oudste gebouw van Aruba. In 1859 werd aan het fort ook nog een nieuwe toren toegevoegd, de Willem III toren. Sinds 1983 is in het complex het historisch museum gevestigd.

## Geschiedenis

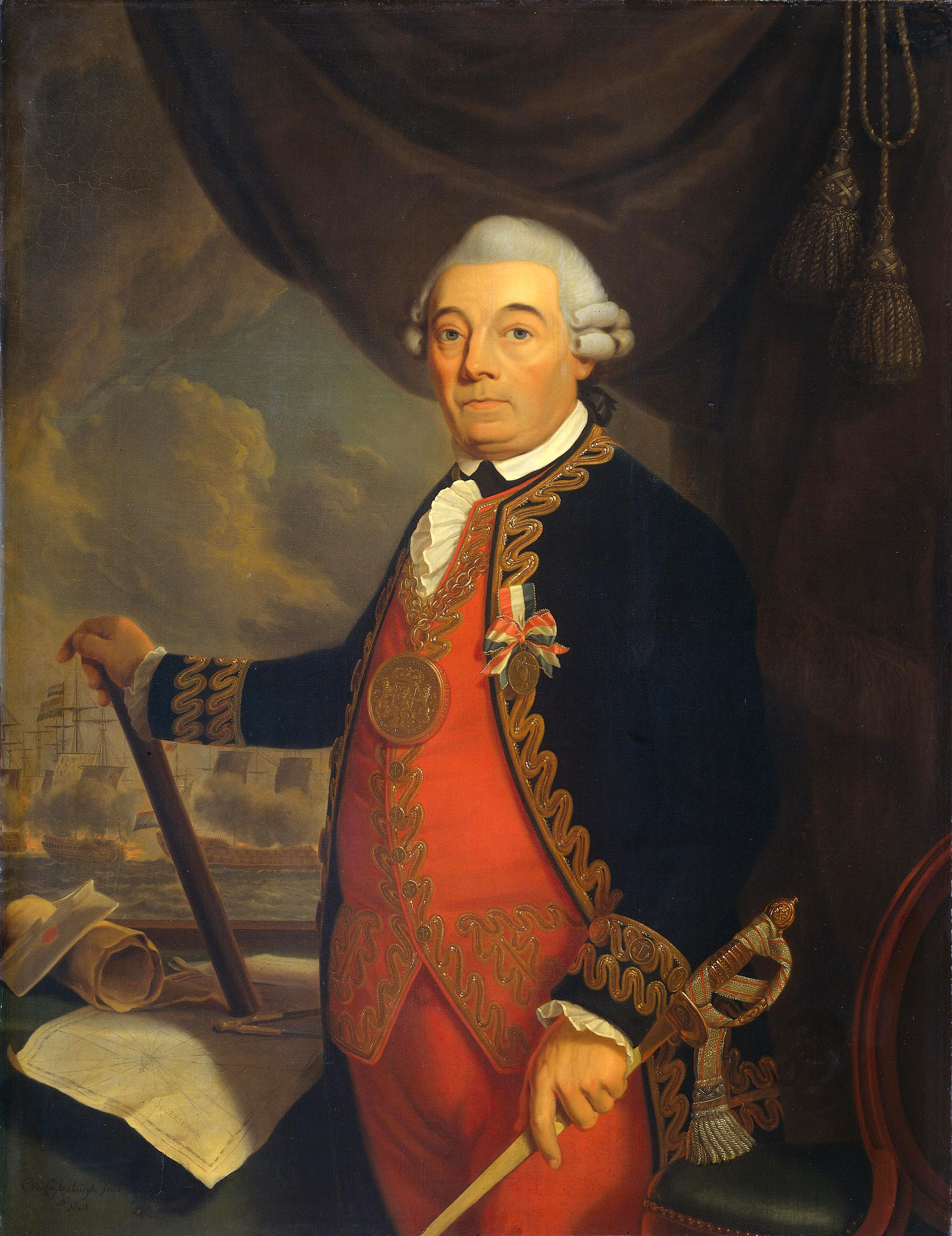
Johan Arnold Zoutman, naar wie het fort vernoemd werd

Als haven voor tijdens de route van Curaçao naar Venezuela, werd door de Nederlanders de Paardenbaai gebruikt. In 1796 besloot het comité militaire, onder leiding van waarnemend gouverneur Johan Rudolf Lauffer op elk van de Benedenwindse eilanden de havens te versterken, om zo te verdedigen tegen piraten en andere vijanden. Het fort werd vernoemd naar de Nederlandse schout-bij-nacht Johan Arnold Zoutman, die in de vierde Engels-Nederlandse oorlog vocht, hoewel hij nooit op Aruba is geweest. In 1798 werd de bouw voltooid.

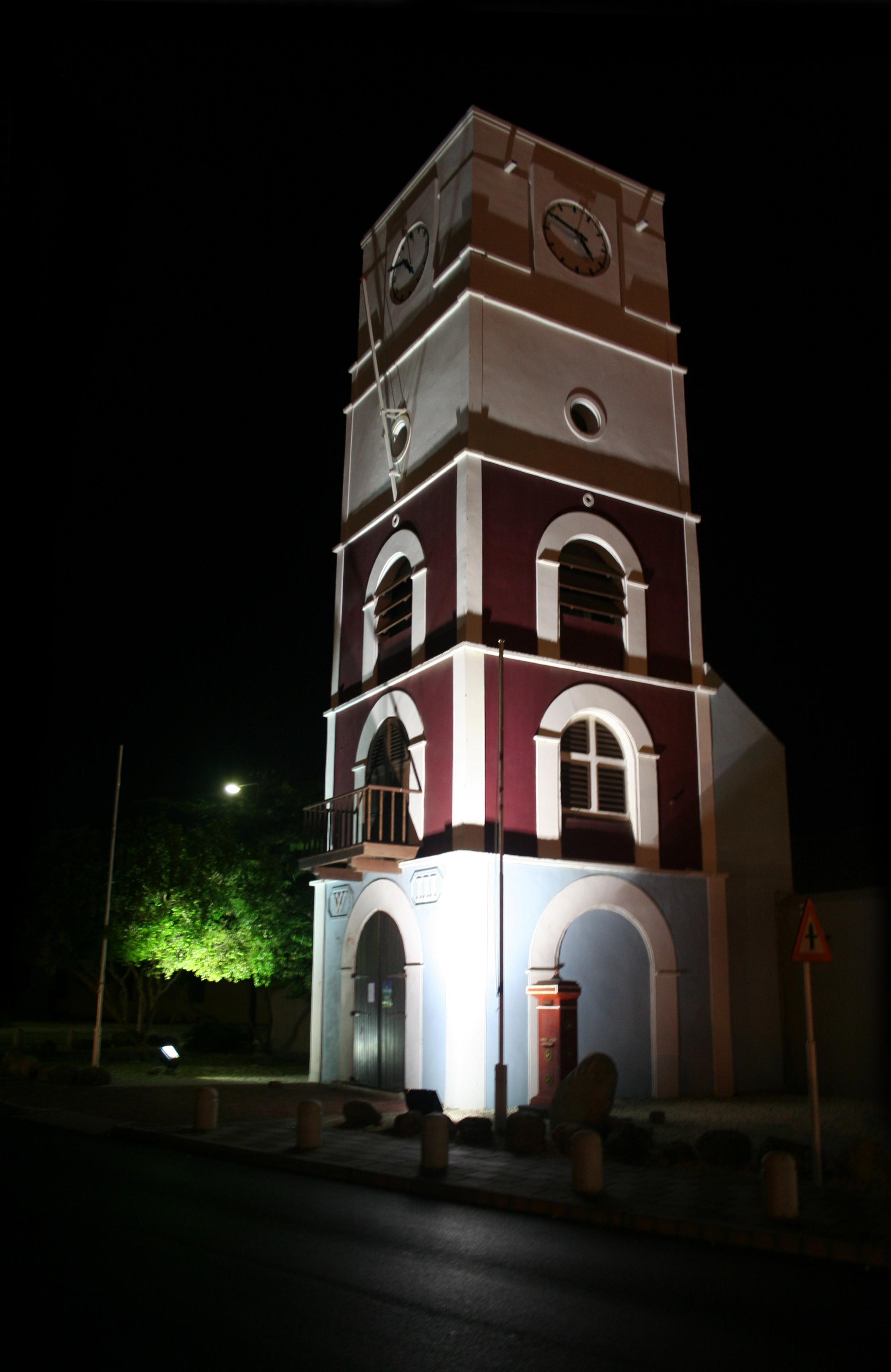
Toren van het fort in de nacht

### Willem III toren
In 1866 werd begonnen met de bouw van de Willem III toren. Dit gebeurde nadat toenmalig gezaghebber J.H. Ferguson aan de toenmalig gouverneur van Curaçao had gevraagd om een nieuwe klokkentoren te bouwen. Er werd in eerste instantie enkel een vuurtoren gebouwd, maar door daar ook de luidklok aan te hangen kon de vuurtoren ook als klokkentoren fungeren. De toren werd vernoemd naar Koning Willem III van Nederland en op zijn verjaardag, 19 februari 1868 brandde het licht van de vuurtoren voor het eerst. De toren werd voor de poort, aan de westkant van het fort, geplaatst. In 1963 werd, na 95 jaar, gestopt met het gebruik van de vuurtoren.

### Historisch museum van Aruba
Tussen 1976 en 1980 werden het fort en de daarbij behorende toren gerestaureerd. Nadat deze restauratie in 1983 klaar was, is er het Historisch Museum van Aruba in gevestigd. Het historisch museum geeft een overzicht van de geschiedenis van Aruba. Het heeft gebruiksvoorwerpen uit de Spaanse periode, het leven op het platteland in de 19e eeuw, de Aloë verateelt en de goudmijnen Balashi en Bushiribana.
Elke dinsdagavond wordt er door het historisch museum het Bon Bini Festival georganiseerd om de toeristen en bezoekers te verwelkomen op het eiland en te kunnen genieten van de cultuur, muziek, dans, en voedsel van het Aruba.